# Vitvingad seglare
Vitvingad seglare (Mearnsia picina) är en fågel i familjen seglare.

## Utseende
Vitvingad seglare är en 14 cm lång seglar med mycket långa vingar karakteristiskt krökta längst ut, utbuktande på mitten och innypta mot kroppen. Huvudet är stort och stjärten relativt kort och tvärt avskuren, utfällt mer avrundad med utstickande fjäderspoler upp till 1,2 mm. Fjäderdräkten är mycket svart, endast avbruten av en liten men mycket distinkt vit strupfläck och för seglarna helt unika vita fkäckar på undre vingtäckarna. Lätet är okänt.

## Utbredning och status
Fågelns utbredningsområde är i centrala och södra Filippinerna, på öarna Cebu, Leyte, Mindanao, Negros, Biliran och Samar. Den har även noterats på Panay och i Suluöarna. IUCN kategoriserar arten som nära hotad.

## Levnadssätt
Arten verkar vara skogslevande, men har noterats födosöka på gränsen till jordbruksområden.< Den ses vanligen enstaka eller i små grupper födosöka högt upp i himlen. Både födan och häckningsbiologin är okänd.